# Saprolegnia
Saprolegnia is een geslacht van waterschimmels die gemakkelijk te herkennen zijn door de karakteristieke witte of grijze vezelachtige plekken die ze vormen. De huidige taxonomie plaatst Saprolegnia als een geslacht van de heterokonts in de orde Saprolegniales.

## Kenmerken
Saprolegnia is, zoals de meeste oomyceten, zowel een saprotroof als een necrotroof. Meestal voeden ze zich met afval van vissen of andere dode cellen, maar ze zullen ook profiteren van gewonde wezens. Een infectie staat bekend als oomycose.
Saprolegnia is tolerant voor een breed temperatuurbereik, 3–33 °C (37–91 °F), maar komt vaker voor bij lagere temperaturen. Hoewel het het vaakst in zoet water wordt aangetroffen, verdraagt het ook brak water en zelfs vochtige grond.
Saprolegnia-filamenten (hyfen) zijn lang met afgeronde uiteinden en bevatten de zoösporen. Saprolegnia reist over het algemeen in kolonies die uit een of meer soorten bestaan. Ze vormen eerst een massa individuele hyfen. Wanneer de massa hyfen groot genoeg wordt om te worden gezien zonder een microscoop te gebruiken, kan het een mycelium worden genoemd. Kolonies zijn over het algemeen wit van kleur, hoewel ze grijs kunnen worden onder aanwezigheid van bacteriën of ander afval, dat in de vezelmassa is terechtgekomen.

## Voortplanting
Het heeft een diploïde levenscyclus, die zowel seksuele als aseksuele voortplanting omvat. In de aseksuele fase geeft een spoor van Saprolegnia zoösporen vrij. Binnen een paar minuten zal deze zoöspore encysteren, ontkiemen en een andere zoöspore vrijgeven. Deze tweede zoöspore heeft een langere cyclus waarin de meeste verspreiding plaatsvindt. Het zal doorgaan met encysten en een nieuwe sporen vrijgeven in een proces dat polyplanetisme wordt genoemd, totdat het een geschikt substraat vindt. Als er een geschikt medium wordt gevonden, zullen de haren die de sporen omringen zich op het substraat vastzetten zodat de seksuele voortplantingsfase kan beginnen. Het is ook tijdens dit stadium van polyplanetisme dat de Saprolegnia infectie kan veroorzaken. De meest pathogene soorten hebben kleine haakjes aan het uiteinde van hun haren om hun besmettelijke vermogen te vergroten. Eenmaal stevig bevestigd, begint seksuele voortplanting met de productie van respectievelijk mannelijk en vrouwelijk gametangium, antheridia en oogonium. Deze verenigen zich en smelten samen via bemestingsbuizen. De geproduceerde zygote wordt een oospore genoemd.

## Kenmerken van infectie
Saprolegnia is over het algemeen een secundaire ziekteverwekker, hoewel het onder de juiste omstandigheden als primair kan fungeren. Het richt zich meestal op vissen, zowel in het wild als in tankomgevingen. Door necrose van de huid verspreidt Saprolegnia zich als een katoenachtige film over het oppervlak van zijn gastheer. Hoewel het vaak in de epidermale lagen blijft, lijkt de schimmel niet weefselspecifiek te zijn. Een Saprolegnia-infectie is meestal dodelijk en veroorzaakt uiteindelijk hemodilutie, hoewel de tijd tot overlijden varieert afhankelijk van de oorspronkelijke plaats van de infectie, de groeisnelheid en het vermogen van het organisme om de stress van de infectie te weerstaan. De grote sterfte aan zalm en trekforel in de rivieren van West-Europa in de jaren 1970 en 1980 tijdens de UDN-uitbraak werd waarschijnlijk bijna allemaal uiteindelijk veroorzaakt door de secundaire Saprolegnia-infecties. Historisch bewijs suggereert dat de Saprolegnia-soort die Australische zoetwatervissen aantast, een geïntroduceerde soort kan zijn, geïmporteerd in de jaren 1800 met exotische zalmachtigen.

## Soorten
- Saprolegnia aenigmatica
- Saprolegnia anisospora
- Saprolegnia anomalies
- Saprolegnia asterophora
- Saprolegnia australis
- Saprolegnia bulbosa
- Saprolegnia delica
- Saprolegnia diclina
- Saprolegnia eccentrica
- Saprolegnia ferax
- Saprolegnia cf. ferax
- Saprolegnia furcata
- Saprolegnia hypogyna
- Saprolegnia lapponica
- Saprolegnia litoralis
- Saprolegnia longicaulis
- Saprolegnia megasperma
- Saprolegnia milanezii
- Saprolegnia mixta
- Saprolegnia monilifera
- Saprolegnia monoica
- Saprolegnia multispora
- Saprolegnia oliviae
- Saprolegnia parasitica
- Saprolegnia polymorpha
- Saprolegnia racemosa
- Saprolegnia salmonis
- Saprolegnia semihypogyna
- Saprolegnia subterranea
- Saprolegnia terrestris
- Saprolegnia torulosa
- Saprolegnia truncata
- Saprolegnia turfosa
- Saprolegnia unispora